# Biblioteca de la Serra
La Biblioteca de la Serra és una de les set biblioteques que formen la xarxa de Biblioteques Municipals de Sabadell.
Està situada a la plaça de Cristóbal Ramos, 1, i és l'equipament del Districte 7 de Sabadell que dona servei als barris de Torre-romeu, Can Roqueta, el Poblenou i el Raval d'Amàlia.
La biblioteca està especialitzada en les arts de l'agulla.Ofereix un fons documental que inclou diverses temàtiques: història de la moda, disseny, moda i empresa, costura i patronatge, artesanies i treballs manuals tèxtils, així com una selecció de novel·la i cinema relacionada amb la moda i la costura; també incorpora una part de fons infantil de la mateixa temàtica. A més, la biblioteca conté un fons cinematogràfic de cinema familiar i conserva els documents que fan referència al municipi de Sabadell.